# پگاه زنگنه
پگاه زنگنه کرکوتی معروف به پگاه زنگنه (زاده ۱۷ بهمن ۱۳۶۲) کاراته‌کا و مربی اهل ایران است.

## زندگی‌نامه
زنگنه، ابتدا ورزش را با ژیمناتسیک آغاز کرد اما مصدومیت موجب شد تا از این ورزش فاصله بگیرد. داستان ورود او به کاراته از اینجا رقم می‌خورد که روزی در حین قدم زدن با پدرش به یک آکادمی ورزشی می‌رسند. وقتی او برای فعالیت مجدد در ژیمناستیک از مسئول باشگاه درخواست ثبت نام می‌کند، متوجه می‌شود که این ورزش فقط در رده نونهالان ثبت نام دارد. پدر زنگنه از او می‌پرسد: «دوست نداری به کاراته بروی؟» و به اینصورت او کاراته را زیرنظر مریم مشیری مربی اسبق تیم ملی بانوان در باشگاهی به نام میلاد شروع می‌کند.
سال ۱۳۷۹ درحالی‌که ۱۷ سال داشت، وارد تیم ملی شد و در همان سال تنها فردی از تیم بود که در مسابقات غرب آسیا در انفرادی مدال طلا گرفت.
وی نزدیک به ۵۰ مدال بین‌المللی دارد که مهم‌ترین آنها یک طلا، دو نقره و دو برنز قهرمانی آسیا، دو طلا و دو برنز کاراته وان، یک طلا و دو نقره بازی‌های کشورهای اسلامی و برنز بازی‌های آسیایی جاکارتا است.

پگاه زنگنه دارنده مدال برنز بازی‌های آسیایی ۲۰۱۸ - جاکارتا است. وی در حال حاضر یکی از مربیان تیم ملی کاراته بانوان ایران می‌باشد.

## سوابق مربیگری
- مربی تیم ملی کاراته بانوان ایران در مسابقات قهرمانی آسیا، مالاکا، مالزی ۲۰۲۳
- مربی تیم ملی کاراته بانوان ایران در مسابقات لیگ جهانی کاراته، دبی ۲۰۱۷
- مربی تیم ملی کاراته بانوان ایران در بازی‌های همبستگی کشورهای اسلامی آذربایجان ۲۰۱۷
- مربی تیم ملی کاراته بانوان زیر ۲۳ سال ایران در مسابقات قهرمانی آسیا، قزاقستان ۲۰۱۷[۱۲]

## تحصیلات
- زنگنه فارغ‌التحصیل رشتهٔ تربیت بدنی در مقطع فوق لیسانس می‌باشد.[نیازمند منبع]